# 山口県道251号田ノ首下関線
山口県道251号田ノ首下関線（やまぐちけんどう251ごう たのくびしものせきせん）は、山口県下関市を通る一般県道である。

## 概要
下関市彦島田の首町2丁目から下関市今浦町に至る。海上寸断区間にはかつて渡船があったが、1989年（平成元年）頃廃止された。すでに本土と彦島の間には3つの自動車が通れる橋（東から関彦橋、水門、彦島大橋）があり、海上寸断区間が解消される見込みはない。

### 路線データ
- 起点：下関市彦島田の首町2丁目
- 終点：下関市今浦町（今浦交差点、国道191号交点）
- 海上寸断区間：下関市彦島海士郷町 - 下関市竹崎町3丁目間

## 地理

### 通過する自治体
- 下関市

### 交差する道路
| 交差する道路                | 交差する場所    | 交差する場所      |
| --------------------------- | --------------- | ----------------- |
| 山口県道252号福浦港金比羅線 | 彦島福浦町3丁目 | 福浦口交差点      |
| 山口県道250号南風泊港線     | 彦島本村町6丁目 | [ 注釈 1 ]        |
| 海上寸断区間                |                 |                   |
| 国道191号                   | 今浦町          | 今浦交差点 / 終点 |

### 交差する鉄道
- 山陽本線

### 沿線
- 関門海峡
- 下関市立向井小学校
- 下関市立角倉小学校
- 下関市立江浦小学校
- 下関市立本村小学校
- 水門